# Леоновка (Лугинский район)
Леоновка (укр. Леонівка) — село на Украине, основано в 1880 году, находится в Лугинском районе Житомирской области.
Код КОАТУУ — 1822882702. Население по переписи 2001 года составляет 233 человека. Почтовый индекс — 11334. Телефонный код — 4161. Занимает площадь 1,42 км².

## Адрес местного совета
11334, Житомирская область, Лугинский р-н, с.Кремно, ул.Школьная, 5